# Новостройка (район імені Лазо)
Новостро́йка (рос. Новостройка) — селище у складі району імені Лазо Хабаровського краю, Росія. Входить до складу Кондратьєвського сільського поселення.

## Населення
Населення — 710 осіб (2010; 897 у 2002).
Національний склад (станом на 2002 рік):
- росіяни — 92 %